# Жуков, Фёдор Никифорович
Фёдор Никифорович Жуков (27 сентября 1902 года, с. Чернетово, Орловская губерния — после 1967 года, СССР) — советский военачальник, полковник (05.12.1942).

## Биография
Родился 27 сентября 1902 года в селе Чернетово. Русский.
До службы в армии работал учеником и подручным токаря на заводе «Красный профинтерн» в городе Бежица.

### Гражданская война
28 января 1920 года добровольно вступил в РККА и проходил службу в санитарной летучке 60-й стрелковой дивизии. С июня 1920 года служит орудийным номером в 135-й артиллерийском дивизионе 45-й стрелковой дивизии. В составе дивизии участвовал в боях с белополяками на Юго-Западном фронте. После окончания войны с Польшей в составе дивизиона боролся с вооруженными отрядами Тютюнника на Украине. В декабре 1920 года направлен курсантом в школу младших командиров при артиллерийском полку 45-й стрелковой дивизии в городе Белая Церковь, по окончании школы с сентября 1921 года служил в этом же полку младшим командиром и исполняющим обязанности командира огневого взвода.

### Межвоенные годы
В сентябре 1924 года направлен на учебу в Киевскую артиллерийскую школу. В 1925 году вступил в ВКП(б). В сентябре 1928 года окончил ее и был назначен командиром учебного взвода школы младших командиров при 13-м артиллерийском полку в городе Таганрог. С декабря 1930 года по июль 1931 года проходил переподготовку на Ленинградских военно-политических курсах, после которых назначен политруком батареи 2-го полка ПВО в городе Великие Луки. С мая по сентябрь 1932 года находился на переподготовке на Севастопольских КУКС зенитной артиллерии РККА, после чего вернулся в полк на прежнюю должность. В мае 1933 года переведен в 4-й полк ПВО в город Гомель, где проходил службу в должностях командира батареи и помощника начальника штаба полка. В феврале 1936 года старший лейтенант Жуков назначен командиром дивизиона окружной школы младшего комсостава зенитной артиллерии БВО. С сентября 1936 года — командир дивизиона в 18-м артиллерийском полку ПВО в городе Карачев. В ноябре 1937 года переведен на политическую работу, с назначением комиссаром 18-го артиллерийского полка ПВО. С июня 1938 года батальонный комиссар Жуков назначен военкомом 4-й бригады ПВО в городе Гомель. Участвовал в ней в походе Красной армии в Западную Белоруссию. В декабре 1940 года полковой комиссар Жуков поступил на Московские высшие военно-политические курсы.

### Великая Отечественная война
С началом войны направлен в спецкомандировку в ЗакВО представителем Политуправления РККА в 47-й армии, сформированной для прикрытия государственной границы ССР с Ираном. Постановлением ГКО от 14 сентября 1941 года Жуков назначен членом Военного совета Оперативной группы гвардейских минометных частей Юго-Западного фронта, в этой должности, участвовал в оборонительных операциях фронта на курском, харьковском и изюмском направлениях, в Елецкой и Барвенково-Лозовской наступательных операциях. С июля 1942 года проходил службу в той же должности на Сталинградском, с 30 сентября — Донском фронтах. Принимал участие в Сталинградской битве.
В феврале 1943 года полковник Жуков назначен членом правительственной комиссии по восстановлению Сталинграда, по завершении этой работы состоял в распоряжении Военного совета ГМЧ.
29 апреля 1943 года назначен командиром 4-й гвардейской минометной дивизии, находившейся после тяжелых боев под Харьковом на переформировании в Москве. После завершения пополнения она была направлена на фронт, где с сентября 1943 года вела боевые действия на Юго-Западном (с 20 октября — 3-м Украинском), а с ноября — 4-м Украинском фронтах. Дивизия действовала в Донбасской, Запорожской, Мелитопольской, Никопольско-Криворожской наступательных операциях, в ликвидации никопольского плацдарма. В апреле-мае 1944 года ее части успешно действовали в Крымской наступательной операции и освобождении Крыма. За участие в этих сражениях дивизия была удостоена наименования Сивашская и награждена орденом Александра Невского. С мая по сентябрь 1944 года 4-я гвардейская минометная Сивашская дивизия находилась в резерве Главного командования, затем была направлена на 2-й Белорусский фронт и в его составе воевала до конца войны. Она успешно действовала в Восточно-Померанской наступательной операции, в разгроме данцигской группировки противника, в Берлинской наступательной операции.
За время войны комдив Жуков был два раза персонально упомянут в благодарственных приказах Верховного Главнокомандующего.

### Послевоенное время
После войны Жуков продолжал командовать дивизией в составе Северной группы войск. С сентября 1945 года по март 1946 года находился на Высших артиллерийских командных курсах при Артиллерийской академии им. Ф. Э. Дзержинского. После их окончания был зачислен в резерв комсостава. 10 июня 1946 года полковник Жуков уволен в запас.

## Награды
- орден Ленина (21.02.1945)[4]
- четыре орденов Красного Знамени (27.03.1942[5], 03.11.1944[4], 18.02.1945[6], 14.06.1945[7])
- орден Отечественной войны I степени (04.02.1943)[8]
- орден Отечественной войны II степени (31.05.1944)[9]
- орден Красной Звезды (16.08.1936)[10]

медали в том числе:
- - «За боевые заслуги» (28.10.1967)[10][11]
  - «XX лет Рабоче-Крестьянской Красной Армии» (1938)[8]
  - «За оборону Сталинграда»
  - «За победу над Германией в Великой Отечественной войне 1941—1945 гг.» (1945)
  - «За взятие Кёнигсберга» (1945)

Приказы (благодарности) Верховного Главнокомандующего в которых отмечен Ф. Н. Жуков
- За овладение городами Шлохау, Штегерс, Хаммерштайн, Бальденберг, Бублид — важными узлами коммуникаций и сильными опорными пунктами обороны немцев. 27 февраля 1945 года. № 285.
- За овладение штурмом городом Гдыня — важной военно-морской базой и крупным портом на Балтийском море. 28 марта 1945 года. № 313.